# Aéroport Sultan Azlan Shah
L'aéroport Sultan Azlan Shah (code IATA : IPH • code OACI : WMKI) est un aéroport desservant la ville d'Ipoh, dans l'état de Perak en Malaisie, situé à 6 kilomètres du centre-ville.

## Histoire
À l'origine petit aérodrome, il s'est progressivement développé pour accueillir de plus grands appareils. Un nouveau terminal fut préparé à temps pour la venue de la Reine Elisabeth II à Kuala Kangsar en 1989. Son activité a alors été dopée, avec la proximité de l'ancien aéroport international de Subang. Mais le développement des infrastructures du pays a favorisé le transport routier et ferroviaire vers la capitale, réduisant l'activité de l'aéroport. La piste fut alors agrandie à 2 000 mètres pour accroitre l'activité de l'aéroport,.

## Situation
| Alor · Setar Ba'kelalan Bario Bintulu Ipoh Johor Bahru Kerteh Kota Bharu Kota · Kinabalu Kuala · Lumpur Kuala Terengganu Kuantan Kuching Kudat Labuan Lahad Datu Langkawi Lawas Limbang Long · Akah Long · Banga Long Lellang Long · Seridan Malacca Marudi Miri Mukah Mulu Pulau · Pangkor Penang Pulau Redang Sandakan Sibu Subang Tanjung · Manis Tawau |

## Expansion
Au-delà de la piste d'atterrissage, le tarmac fut aménagé en avril 2011 pour permettre l'accueil des Boeing 737 et des A320. Le vieux terminal a été démoli et un nouveau plus spacieux fut construit, équipé d'air conditionné.

## Compagnies aériennes et destinations
| Compagnies  | Destinations      |
| ----------- | ----------------- |
| Firefly     | Singapour-Changi  |
| Malindo Air | Johor Bahru-Senai |
| Scoot       | Singapour-Changi  |

Édité le 27/02/2018

## Projets
Compte tenu de sa situation proche de zones résidentielles, le gouvernement a pris conscience que l'expansion du site devenait délicate. Un nouvel aéroport est ainsi prévu à Seri Iskandar. En 2008, il est finalement projeté à Batang Padang, près de Tapah, sur un site de 1 600 hectares.
En 2013, Tigerair exprime le souhait de créer une ligne vers l'aéroport Sultan Azlan Shah, ainsi que Xiamen Airlines.